# Casasia
Casasia là một chi thực vật có hoa trong họ Thiến thảo (Rubiaceae).

## Loài
Chi Casasia gồm các loài: